# Louis Alter
Louis Alter (Haverhill (Massachusetts), Estados Unidos, 18 de junio de 1902-Nueva York, 5 de noviembre de 1980) fue un pianista y compositor de canciones estadounidense.
Comenzó a tocar el piano para películas mudas a la edad de trece años. Entre sus composiciones es especialmente recordada la canción A Melody from the Sky para la película The Trail of the Lonesome Pine, canción que fue nominada junto a otras cinco al premio Óscar a la mejor canción original de 1936; dicho premio finalmente lo ganó la canción The Way You Look Tonight que cantaba Fred Astaire en la película Swing Time.

## Premios y distinciones
Premios Óscar
| Año  | Categoría              | Canción                 | Película                     | Resultado |
| ---- | ---------------------- | ----------------------- | ---------------------------- | --------- |
| 1937 | Mejor canción original | «A Melody From the Sky» | El camino del pino solitario | Nominado  |
| 1942 | Mejor canción original | «Dolores»               | Las Vegas Nights             | Nominado  |